# Leos Carax
Leos Carax, ursprungligen Alex Christophe Dupont, född 22 november 1960 i Suresnes, Hauts-de-Seine, är en fransk filmregissör. Carax har haft en brokig karriär med framgångar och bakslag som föranlett långa tidssträckor mellan vissa av hans filmer. Han har ofta samarbetat med skådespelaren Denis Lavant. Vid 13 års ålder började han kalla sig Oscar, och "Leos Carax" är ett anagram på Alex Oscar. 

## Karriär
Carax långfilmsdebuterade 1984 med dramat Boy Meets Girl, med Denis Lavant i den manliga huvudrollen. Den följdes upp 1986 med Ont blod, där Lavant ställdes mot Juliette Binoche, som vid den tiden var Carax' flickvän. Lavant och Binoche gjorde också huvudrollerna i De älskande på Pont-Neuf, en problemfylld produktion som drog ut på tiden och gick över budgeten; de tänka 32 miljoner franc slutade på 100 miljoner. När den släpptes 1991 blev den dock något av Carax' stora internationella genombrott. Carax kämpade länge med sin nästa produktion, Pola X, en fri filmatisering av en Herman Melville-roman, som när den väl släpptes 1999 möttes av dålig kritik och stora förluster. Den fick emellertid också hängivna beundrare; regissören Jacques Rivette kallade den för "den vackraste franska filmen från de senaste tio åren". Efter detta kämpade Carax med flera olika filmidéer men hade svårt att övertyga finansiärer. 2008 deltog han i den tredelade filmantologin Tokyo!, där han, Michel Gondry och Bong Joon-ho regisserade varsin kortare historia utspelad i den japanska huvudstaden.
År 2012 återkom Carax, efter 13 år, med långfilmen Holy Motors, som hade premiär vid Filmfestivalen i Cannes det året. År 2021 kom rockoperan Annette, vilket var Carax första film på engelska. Annette hade premiär vd Filmfestivalen i Cannes 2021 och i huvudrollerna finns Adam Driver och Marion Cotillard och för manus och musik står Sparks. I samtliga av Carax' filmer utom Pola X och Annette har huvudrollen spelats av Denis Lavant.

## Filmografi
- Strangulation Blues (1980) - kortfilm
- Boy Meets Girl (1984)
- Ont blod (Mauvais sang) (1986)
- De älskande på Pont-Neuf (Les amants du Pont-Neuf) (1991)
- Sans titre (1997) - kortfilm
- Pola X (1999)
- "Merde" i antologin Tokyo! (2008)
- Holy Motors (2012)
- Annette (2021)